# 丹地海濱站
丹地海濱站（英語：Dundee Esplanade railway station）是一個位於蘇格蘭鄧迪的鐵路站，在1889至1939年間提供服務。

## 歷史
在泰鐵路橋重建後不久，車站便在1889年啟用。東行方向月台有一個寫上「泰橋北」（Tay Bridge Nort）的信號樓，信號樓在1928年關閉。車站在1939年關閉。